# Barringtonia seaturae
Barringtonia seaturae là một loài thực vật có hoa trong họ Lecythidaceae. Loài này được H.B.Guppy mô tả khoa học đầu tiên năm 1906.